# Ingo Herzog
Ingo Herzog (* 9. Januar 1913 in Mannheim; † 9. Januar 1980 in Kirchheim unter Teck) war ein deutscher Journalist. Von 1956 bis 1978 war er Chefredakteur der Nürtinger Zeitung.

## Leben
Herzog war der Sohn eines Redakteurs. Nach dem Tod ihres Mannes zog seine Mutter als Kriegerwitwe mit ihren drei Kindern nach Heilbronn, wo Herzog 1931 sein Abitur machte. In Heidelberg studierte er anschließend Geschichte, Soziologie und Zeitungswissenschaft. 1934 absolvierte er bei der NS-Tageszeitung Heilbronner Tagblatt ein Volontariat und leitete dann vier Jahre (ca. 1935 bis 1939) dessen Ausgabe für Neckarsulm, die Neue Unterländer Volkszeitung. Auch in Freudenstadt war er als Journalist tätig sowie 1949 bei der kurzlebigen Heilbronner Abendpost. 1951 bis 1956 arbeitete er als Lokalredakteur bei der Heilbronner Stimme und wechselte dann als Chefredakteur zur Nürtinger Zeitung, wo er bis zu seinem Ruhestand 1978 im Amt blieb. Als Rentner zog er nach Heilbronn-Kirchhausen und nahm eine Tätigkeit als freier Mitarbeiter für die Heilbronner Stimme auf. Am Abend seines 67. Geburtstages erlag er am Steuer seines Wagens in Kirchheim unter Teck einem Herzversagen.
Herzog konzentrierte sich vor allem auf den Lokaljournalismus, in dem er von der kommunalen Berichterstattung bis zum Feuilleton und mundartlichen Beiträgen alle Formen beherrschte. Als „Gebrauchslyriker“, wie er sich selbst nannte, stand er vom 7. Oktober 1954 bis zum 7. November 1955 dem Künstlerbund Heilbronn vor.